# Alphonse Massamba-Débat
Alphonse Massamba-Débat (11 de febrero de 1921 - 25 de marzo de 1977) fue un político de la República del Congo.
Desde agosto de 1963 hasta septiembre de 1968 fue presidente interino de la República del Congo. En 1963 también fue Primer Ministro durante unos meses.

## Biografía
Se unió a la Unión Democrática para la Defensa de los Intereses Africanos de Fulbert Youlou cuando el país se independizó en 1960 y en los años siguientes ocupó varios cargos gubernamentales.
En agosto de 1963 fue elegido presidente y declaró que su Movimiento Nacional Revolucionario era el único partido nacional, comenzando una campaña nacionalista. En 1968 fue depuesto por un golpe de Estado liderado por Marien Ngouabi. 
Un año y medio después de su renuncia, el 16 de octubre de 1969, Alphonse Massamba-Débat fue arrestado por organizar el asesinato de Poibu, Matsokota y Massuyema. El tribunal absolvió al expresidente, después de lo cual Massamba-Débat regresó a su pueblo natal y abandonó por completo la política.

## Deceso
A principios de marzo de 1977, en medio de una crisis general, Alphonse Massamba-Débat envió una carta al presidente Nguabi pidiéndole que renunciara. El 18 de marzo de 1977, Nguabi fue asesinado por un grupo del capitán Kikadidi. El mismo día, las nuevas autoridades arrestaron a Massamba-Débat y fue acusado de liderar la conspiración y organizar el asesinato del presidente  y fue  condenado a muerte por un tribunal militar, siendo ejecutado el 25 de marzo de 1977.

## Distinciones
En la ciudad de Brazzaville se le dedicó el Estadio Alphonse Massamba-Débat.